# 渡部猛
渡部 猛（わたべ たけし、1936年3月21日 - 2010年12月13日）は、日本の声優、俳優。高知県出身。

## 来歴
小学校時代、学芸会の時の拍手が忘れられず、中学時代は演劇部に所属し、高知県立高知小津高等学校進学後も本格的に演劇を続けており、近くに開局したラジオ高知でラジオ高知放送劇団の1期生として入団。
当時、地元の高知ではラジオのみの出演であり、「東京に行けば映画もできるかもしれない」と思い、高知から上京した。しかし10年も食べていけず、児童劇団に入団したり、スタッフをしたり、映画で端役として出演したり、新車を陸送するアルバイトを経る。
明治大学文学部演劇学科中退。
その後、劇団仲間を経て、劇団市民劇場を創立し、芝居をしていたが赤字であった。そんな時にテレビの時代劇の芝居の知り合いがアテレコをしたことを話しており、アメリカ製のテレビ映画に出演してアテレコを始める。
東京俳優生活協同組合を経て、最終所属は81プロデュース。
肺癌のため療養中だったが、2010年12月13日、肺炎により死去した。74歳没。
2012年、第6回声優アワード「特別功労賞」を受賞。

## 人物
すごみのある太い声で悪役の声に定評があった。特撮作品では多数の怪人役を演じている一方で、心優しい中年男性・老人の役も演じる。
方言は土佐弁。1980年（昭和55年）のNHK大河ドラマ『獅子の時代』では方言の監修を担当した。また、短いシーンながら会津若松戦の官軍兵士、中島信行役で出演している。
趣味はテニス、読書、ドライブ旅行。

## エピソード
『宇宙刑事ギャバン』では、喉の病気のために途中降板した飯塚昭三に代わってドン・ホラーの声を担当した。また、兼本新吾が死去した際には、持ち役を多く引き継いでいた。
『北斗の拳』では牙大王役で出演した際、ケンシロウに倒される際の断末魔の悲鳴を「うわぁ〜、たぁ〜、べぇえええ〜!」とアドリブで自分の名前で叫んでOKが出た逸話を持つ。しかし、劇場版で再び牙大王を演じた際にも同じことをしようとしたときは、NGを出されたという。
柴田秀勝とは声質が似通っていることを自認しており、共演した『星獣戦隊ギンガマン』では声を変えて演じたことを述べている。

## 後任
渡部の死後、持ち役を引き継いだ人物は以下の通り。
| 後任     | 役名               | 作品                                                                           | 後任の初出演                                  |
| -------- | ------------------ | ------------------------------------------------------------------------------ | --------------------------------------------- |
| 長克巳   | 塚口水堂           | 『忍たま乱太郎』                                                               | 19期                                          |
| 中博史   | ガマブン太         | 『NARUTO -ナルト- 疾風伝』                                                     | 『劇場版 NARUTO -ナルト- ブラッド・プリズン』 |
| 堀内賢雄 | じいちゃん         | 『毎日かあさん』                                                               | 第66話                                        |
| 加藤精三 | ジョナス・スターン | 『グッド・ワイフ』                                                             | シーズン2                                     |
| 飯塚昭三 | ドン・ホラー       | 『宇宙刑事ギャバン』                                                           | 『宇宙刑事ギャバン THE MOVIE』                |
| 飯塚昭三 | 創世王             | 『仮面ライダーBLACK』                                                          | 『仮面ライダー バトライド・ウォー創生』       |
| 増谷康紀 | パンブーキン       | 『ドラゴンボールZ たったひとりの最終決戦〜フリーザに挑んだZ戦士 孫悟空の父〜』 | 『ドラゴンボールヒーローズ』                  |
| 星野充昭 | ムッチー・モッチー | 『ドラゴンボールGT』                                                           | 『ドラゴンボールヒーローズ』                  |
| 立木文彦 | ゴロマキ権藤       | 『あしたのジョー2』                                                            | 『パチスロ あしたのジョー2』                  |
| 宝亀克寿 | トニー・ダーボ     | 『ミッドナイト・ラン』テレビ朝日版                                             | ムービープラス追加収録部分                    |
| 宝亀克寿 | シェフ・ブーシュ   | 『美女と野獣』                                                                 | 『美女と野獣“魔法のものがたり”』              |
| 宝亀克寿 | ウェイ             | 『龍拳』フジテレビ版                                                           | BS松竹東急追加収録部分                        |

## 出演
太字はメインキャラクター。

### テレビドラマ
- 泣いてたまるか 第25話「お家が欲しいの」（1966年、TBS）
- 三匹の侍（フジテレビ）
  - 第4シリーズ 第17話「悪童ども」（1967年） - 津田新八 役
  - 第5シリーズ 第9話「鶴之助参る」（1967年）
  - 第5シリーズ 第11話「罠」（1967年） - 隠亡 役
  - 第5シリーズ 第20話「白い幻花」（1968年） - 役人 役
  - 第6シリーズ 第6話「地獄を見た」（1968年） - 仲買人 役
- NHK大河ドラマ
  - 勝海舟（1974年） - 中村仙之助 役
  - 花神（1977年）
  - 獅子の時代（1980年） - 中島信行 役 ※方言監修も担当
  - 峠の群像（1982年） - 沼口兵太夫 役
  - 春日局（1989年） - 渡辺内蔵助 役
- 新五捕物帳 第22話「泣くな夜あけの はぐれ鳥」（1978年） - 源太 役
- 闘え!ドラゴン（1974年）
- プロハンター 第13話「北北西に向かって走れ」（1981年） - CIAエージェント（トニー・マーテブー）の声
- 遙かなりマイ・ラブ -娘たちの戦後-（1981年、TBS）
- 事件記者チャボ! 第26話「最後にチャボっといい感じ!!」（1984年） - タクシー運転手 役
- くれない族の反乱（1984年、TBS） - 営業部長 役
- NHK連続テレビ小説第34作 澪つくし（1985年、NHK）
- スケバン刑事II 少女鉄仮面伝説 第27話「雪乃復活! 暗くなるまで待てない」（1986年、フジテレビ） - 加藤医師 役
- スケバン刑事III 少女忍法帖伝奇 第5話「打ち破れ! 魔のケン玉殺法」（1986年、フジテレビ） - 教師役
- 橋田壽賀子ドラマ / おんなは一生懸命 第6〜8話（1987年、TBS） - 演出家の声
- 火曜サスペンス劇場 松本清張スペシャル・やさしい地方（1988年、日本テレビ）
- 新春ドラマスペシャル「春燈」（1989年、テレビ朝日）
- ともだちいっぱい（1990年 - 1995年、NHK総合） - 大魔王ギャオス 役
- 世にも奇妙な物語 第2シリーズ「死神」（1991年、フジテレビ）
- 本当にあった怖い話「花嫁はヘビ女」（1992年、フジテレビ）
- 木曜の怪談 ゴーストハンター早紀（1996年、フジテレビ） - ルキフェルの声
- ママさんバレーでつかまえて 第3話「あこがれのヒーローショー」（2009年、NHK総合） - ウツボックルの声

### 映画
- 戦争と人間 第三部 完結篇（1973年） - 関東軍参謀 役
- 東京湾炎上（1975年） - 刑事 役
- 白熱デッドヒート（1977年） - チーフ 役
- スケバン刑事（1986年）※方言指導

### テレビアニメ
1968年
- 怪物くん（TBS版）
- ファイトだ!!ピュー太

1969年
- 海底少年マリン（シグマ、ボス）
- 忍風カムイ外伝（五ツ）

1970年
- あしたのジョー
- 昆虫物語 みなしごハッチ（カマキチおじさん〈初代〉 他）
- ハクション大魔王

1971年
- アニメンタリー 決断

1972年
- 赤胴鈴之助
- アストロガンガー（ファイヤーストーンロボット、バッドスノー、デスター）
- 海のトリトン（ポセイドン族長老）
- 科学忍者隊ガッチャマン（国王）
- 樫の木モック（親方、領主、バズーラ、ドロ、隊長、猟師）
- 国松さまのお通りだい（ゴン太）

1973年
- けろっこデメタン（イモリ、赤助）
- ジャングル黒べえ
- 新造人間キャシャーン（バンテス）
- デビルマン（ケネトス）

1974年
- 空手バカ一代

1975年
- タイムボカン（1975年 - 1976年、コック船長、ジンギスカン、親方、シルバー、将軍）※親方は渡辺猛と誤表記
- みつばちマーヤの冒険（スズメ蜂、スズメ蜂の重臣）

1976年
- ゴワッパー5 ゴーダム（皇帝ジゴクダー）
- 大空魔竜ガイキング（ワイルダー）
- 母をたずねて三千里（アレクサンドル船長）
- ポールのミラクル大作戦（双頭の首領、コロッキー）

1977年
- 家なき子
- 一発貫太くん（船長、城山大作）
- 無敵超人ザンボット3（1977年 - 1978年、大滝社長、ガイゾック）
- ヤッターマン（1977年 - 1978年、大王、イチゴキッド、赤出九斉）

1978年
- 科学忍者隊ガッチャマンII（カッシング博士）
- ペリーヌ物語（大尉、ジョセフの父）
- 無敵鋼人ダイターン3（1978年 - 1979年、スペシャル1号、ネンドル）
- ルパン三世 (TV第2シリーズ)（1978年 - 1980年）

1979年
- 怪盗ルパン 813の謎（警視総監）
- 科学忍者隊ガッチャマンF（ザバンダ、研究員）
- 野球狂の詩（大文字）

1980年
- あしたのジョー2（1980年 - 1981年、ゴロマキ権藤）
- サイボーグ009（ガモ博士〈2代目〉）
- 太陽の使者 鉄人28号（デオン）
- 伝説巨神イデオン（1980年 - 1981年、グハバ、ドロン）
- トム・ソーヤーの冒険（男A）
- ムーの白鯨（ザルゴン、バッカス）

1981年
- 海底大戦争 愛の20000マイル（副官）
- 戦国魔神ゴーショーグン（スフマン）
- まんが水戸黄門（向井将監）

1982年
- 怪物くん（テレビ朝日版）
- 銀河旋風ブライガー（ジャンリーゴ、チャンライクァン）
- ダッシュ勝平（ボス）

1983年
- 亜空大作戦スラングル（フォルクレーザー）
- 機甲創世記モスピーダ（フランキー）
- 光速電神アルベガス（西郷漱石）
- スペースコブラ
- プラレス3四郎（1983年 - 1984年、黒崎）
- まんが日本史
- 未来警察ウラシマン（アルカポーン）

1985年
- 蒼き流星SPTレイズナー（1985年 - 1986年、グレスコ）
- プロゴルファー猿（1985年 - 1988年、鹿島大造 他）
- 北斗の拳（牙大王）

1986年
- 銀牙 -流れ星 銀-（竹田五兵衛）

1987年
- エスパー魔美（黒岩）
- シティーハンター（1987年 - 1991年、吹雪、社長） - 2シリーズ
- ドラゴンボール（昇拳）

1988年
- いきなりダゴン（ゲッポー）
- 美味しんぼ（1988年 - 1993年、京極万太郎） - 1シリーズ + 特別編2作品
- 小公子セディ（ドリンコート伯爵）

1989年
- 機動警察パトレイバー PATLABOR ON TELEVISION（オヤジ）
- ドラゴンクエスト アベル伝説（1989年 - 1991年、バラモス）
- ミスター味っ子（大虎）

1990年
- 悪魔くん（ソロモン王）
- ドラゴンボールZ たったひとりの最終決戦〜フリーザに挑んだZ戦士 孫悟空の父〜（パンブーキン）
- 藤子不二雄Aの夢魔子（監督、父）
- 笑ゥせぇるすまん（1990年 - 1994年、湖水産業社長、珍奇堂店主）

1991年
- OH!MYコンブ（なべやき団吾郎）
- 緊急発進セイバーキッズ（ゴードン）
- ドラえもん（テレビ朝日版）（1991年 - 2005年、神成〈4代目〉）
- ハイスクールミステリー学園七不思議（宮尾先生）
- 新世紀GPXサイバーフォーミュラ（グレイ）
- 丸出だめ夫（大ダコ）

1992年
- 宇宙の騎士テッカマンブレード（ウェイバー）
- クレヨンしんちゃん（1992年 - 2009年、池袋薫、戦車隊隊長、豪満鉄人、ボス、寿司屋の客、雷意地悪じじい、ナレーション、専務、悪代官、棟梁、塚前太郎）
- 超電動ロボ 鉄人28号FX（セルロース博士）
- フランダースの犬 ぼくのパトラッシュ（スワーゲンマーカー）

1993年
- 海がきこえる（校長）※方言指導も担当
- 剣勇伝説YAIBA（始祖）
- ツヨシしっかりしなさい（易者）
- 忍たま乱太郎（1993年 - 2010年、塚口水堂〈初代〉、坊主、託児所の所長）
- 幽☆遊☆白書（白虎）

1994年
- 銀河戦国群雄伝ライ（孟閣）

1995年
- 新機動戦記ガンダムW（祖父）

1996年
- 快傑ゾロ（ペトロ）
- 逮捕しちゃうぞ（1996年 - 1997年、蟻塚警視正）
- ドラゴンボールGT（ムッチー・モッチー）
- 美少女戦士セーラームーンセーラースターズ（桐山 / セーラーアンティーク）
- みどりのマキバオー（堀江信彦）
- 名探偵コナン（1996年 - 2008年、主人、橘英介、淡海、荒巻義市、馬島道吉、成増健三、北村勝五郎、吉川経夫）

1997年
- 手塚治虫の旧約聖書物語（新しいファラオ）
- マスターモスキートン'99（火炎魔）
- MAZE☆爆熱時空（男創主）

1998年
- アリスSOS（発明じいさん）
- カウボーイビバップ（チェスマスター・ヘックス）
- 星方武侠アウトロースター（老人）
- プリンセスナイン 如月女子高野球部（善次郎）
- ポケットモンスター（長老）
- ヨシモトムチッ子物語（ゲンゴロウシマキ〈初代〉）

1999年
- KAIKANフレーズ（ジェシカのオーナー）
- GTO（トラック運転手）
- 週刊ストーリーランド（1999年 - 2000年、警官、隣国の王、政治家1、真鍋、腹話術師の正体）
- 地球防衛企業ダイ・ガード（いぶきの義父、竹中）
- Petshop of Horrors（部長）
- Bビーダマン爆外伝V（ゴクアクボン）

2000年
- 人形草紙あやつり左近（寺尾剛造）

2001年
- あぃまぃみぃ!ストロベリー・エッグ（徳川八千男）
- 砂漠の海賊!キャプテンクッパ（ガルボ）
- サラリーマン金太郎（大島源造）
- ナジカ電撃作戦（葛野建造）
- ノワール（トリスタン）
- 魔法戦士リウイ（アイラパパ）

2002年
- アクエリアンエイジ Sign for Evolution（上倉多尚之）
- アベノ橋魔法☆商店街（今宮太郎）
- 十二国記（中嶋正志）
- 爆闘宣言ダイガンダー（ネクリアタウン町長）
- ぱにょぱにょデ・ジ・キャラット（ミ・ケ・キャラットパパ）

2003年
- カスミン（長老）
- カレイドスター（アラン）
- 京極夏彦 巷説百物語（弥平）
- ソニックX（イエローゼルコバ）
- NARUTO -ナルト-（2002年 - 2006年、ガマブン太）
- FIRESTORM（ドリュー・マッキャリスター司令官）
- フルメタル・パニック? ふもっふ（硝子山高校ラグビー部長）

2004年
- かいけつゾロリ（国王）
- サムライチャンプルー（隠元和尚）
- 火の鳥（壱伎韓国）
- 忘却の旋律（総理大臣）
- ポケットモンスター アドバンスジェネレーション（シャクジイ博士）
- 妄想代理人（司会者）
- MONSTER（探偵）

2005年
- ガンパレード・オーケストラ（風間東二）
- ギャラリーフェイク（宮司）
- 戦国英雄伝説 新釈 眞田十勇士 The Animation（福島清洲侍従正則）
- SoltyRei（ヴォートル）

2006年
- おとぎ銃士 赤ずきん（長老）
- ケモノヅメ（館長）

2007年
- 銀魂（遠山珍太郎）
- 逮捕しちゃうぞ フルスロットル（蟻塚警視正）
- ルパン三世 霧のエリューシヴ（オビタキ）
- ロミオ×ジュリエット（神父）

2008年
- ゴルゴ13（ドン・ジョバンニ、トミー・ナバロ）
- シゴフミ（千川の父親）
- ストライクウィッチーズ（ブリタニア首相）

2009年
- NARUTO -ナルト- 疾風伝（2009年 - 2010年、ガマブン太〈初代〉）
- 毎日かあさん（じいちゃん〈初代〉）
- ミチコとハッチン（ブン）

### 劇場アニメ
1981年
- あしたのジョー2

1983年
- クラッシャージョウ（ネロ）

1986年
- 北斗の拳（牙大王）

1990年
- シティーハンター ベイシティウォーズ（ゴメス）
- ドラえもん のび太とアニマル惑星（不動産屋）

1991年
- 機動戦士ガンダムF91（コズモ・エーゲス）

1992年
- 機動戦士ガンダム0083 ジオンの残光（ジョン・コーウェン）
- トトイ（ジャック・ランド）※渡辺猛と誤表記
- 21エモン 宇宙（そら）いけ!裸足のプリンセス（ガルガ）

1997年
- ドラえもん のび太のねじ巻き都市冒険記（種まく者〈魔人〉）

1999年
- 逮捕しちゃうぞ the MOVIE（蟻塚貴男）
- ドラえもん のび太の宇宙漂流記（マズーラ）

2000年
- 機動戦士ガンダムIII めぐりあい宇宙編 特別版（コンスコン）

2001年
- 名探偵コナン 天国へのカウントダウン（大木岩松）

2002年
- シックス・エンジェルズ（ドン・キャニオン）

2008年
- 装甲騎兵ボトムズ ペールゼン・ファイルズ 劇場版（ネハルコ）

### OVA
1986年
- アイ・シティ（アロイ）
- 新カラテ地獄変（ロッセル）
- 装鬼兵M.D.ガイスト（ゴレム）

1988年
- 傷追い人（ニック）
- 装甲騎兵ボトムズ レッドショルダードキュメント 野望のルーツ（ネハルコ）

1989年
- 力王 RIKI-OH 等括地獄（杉山）

1991年
- インフェリウス惑星戦史外伝 CONDITION GREEN（1991年 - 1993年、ギラン大佐）
- 機動戦士ガンダム0083 STARDUST MEMORY（ジョン・コーウェン）
- 銀河英雄伝説（ヘルムート・レンネンカンプ）
- 静かなるドン（猪首）
- マリオとヨッシーの冒険ランド（クッパ）

1992年
- 超時空要塞マクロスII -LOVERS AGAIN-（バルゼー艦長）
- なにわ遊侠伝（西野組長）

1993年
- ブラック・ジャック（エステファン大佐）

1994年
- 真・孔雀王（教主）

1995年
- 沈黙の艦隊（海原大吾）
- BE-BOP-HIGHSCHOOL（フクガミの親父）
- 無責任艦長タイラー（栗栖参謀）
- 闇夜の時代劇（近藤勇）

1996年
- マスターモスキートン（師団長）

1997年
- 工業哀歌バレーボーイズ（田山）

1998年
- ダイノゾーン（ギガノドラゴン）
- 新世紀GPXサイバーフォーミュラSIN（1998年 - 2000年、グレイ・スタンベック）

1999年
- 菜々子解体診書（グリフィス）

2000年
- 銀河英雄伝説外伝 奪還者（ヘルムート・レンネンカンプ）

2001年
- キカイダー01 THE ANIMATION（シャドウナイト）
- Z.O.E 2167 IDOLO（ハロウズ）

2004年
- 新ゲッターロボ（住職）

2005年
- フリクリ（警備員B）

2007年
- 装甲騎兵ボトムズ ペールゼン・ファイルズ（ネハルコ）

### ゲーム
1996年
- 新スーパーロボット大戦（グレスコ）
- 人造人間ハカイダー ラストジャッジメント（ワルダー）

1998年
- 機動戦士ガンダム ギレンの野望（ジョン・コーウェン）
- レイディアントシルバーガン（ソン＝テンガイ）

1999年
- アランドラ2 魔進化の謎（メフィスト）
- スーパーヒーロー作戦（ワルダー）

2000年
- SDガンダム GGENERATION（2000年 - 2016年、コンスコン、ジョン・コーウェン、コズモ・エーゲス） - 5作品
- 北斗の拳 世紀末救世主伝説（牙大王）

2001年
- あしたのジョー 闘打 〜タイピング泪橋〜（丹下段平）
- サンライズ英雄譚2（グレスコ）
- 逮捕しちゃうぞ YOU'RE UNDER ARREST（蟻塚警視正）

2002年
- 機動戦士ガンダム ギレンの野望 ジオン独立戦争記（ジョン・コーウェン、ハインツ・ベア、ツィマッド社重役）
- 機動戦士ガンダム戦記 Lost War Chronicles（ジョン・コーウェン）

2003年
- あしたのジョー 〜まっ白に燃え尽きろ!〜（丹下段平、ナレーション）
- 機動戦士ガンダム めぐりあい宇宙（ジョン・コーウェン）
- サンライズワールドウォー from サンライズ英雄譚（グレスコ、コーウェン）
- 十二国記 -紅蓮の標 黄塵の路-（松山誠三）
- SPIDER-MAN（科学者）
- NARUTO -ナルト- ナルティメットヒーロー（ガマブン太）

2004年
- NARUTO -ナルト- ナルティメットヒーロー2（ガマブン太）

2005年
- 機動戦士ガンダム 一年戦争（コンスコン少将）
- NARUTO -ナルト- うずまき忍伝（ガマブン太）

2006年
- Another Century's Episode 2（ジョン・コーウェン）
- ガンパレード・オーケストラ（風間東二）
- 機動戦士ガンダム クライマックスU.C.（ジョン・コーウェン、コズモ・エーゲス）
- NARUTO -ナルト- 最強忍者大結集 4 DS（ガマブン太）

2008年
- 機動戦士ガンダム ギレンの野望 アクシズの脅威（ジョン・コーウェン）
- スーパーロボット大戦Z（ガイゾック）

2009年
- 機動戦士ガンダム ギレンの野望 アクシズの脅威V（ジョン・コーウェン）
- NARUTO -ナルト- ナルティメットストーム（ガマブン太）

2010年
- NARUTO -ナルト- ナルティメットストーム2（ガマブン太）

2012年
- 機動戦士ガンダム 木馬の軌跡（コンスコン）※ライブラリ出演

2015年
- 第3次スーパーロボット大戦Z 天獄篇（ガイゾック）※ライブラリ出演

### 吹き替え

#### 俳優
ジョー・ヴィテレリ
- アナライズ・ユー（ジェリー）
- ブロードウェイと銃弾（ニック・ヴァレンティ）
- モブスターズ/青春の群像（ジョー・プロファチ）

ヤフェット・コットー
- エイリアン（デニス・パーカー）※LD版（日本語吹替完全版Blu-rayBOX収録）
- ドラム（ブレーズ）
- ミッドナイト・ラン（アロンゾ・モーズリー）※ビデオ版

#### 映画
- アイデンティティー（テリー地区検事〈マーシャル・ベル〉）※テレビ東京版
- アウトロー ※テレビ朝日版
- アナコンダ（ポール・サローン〈ジョン・ヴォイト〉）※ソフト版
- アラバマ物語（トム・ロビンソン〈ブロック・ピーターズ〉）※テレビ朝日版
- 暗黒の恐怖（ボークライド〈エミール・メイヤー〉、カメラマン、警官4・10・15）
- 怒りの河（レッド）※フジテレビ版
- 怒りの荒野（ハート・パーキンス〈ロマーノ・プッポ〉）※テレビ朝日版
- インデペンデンス・デイ（マーティ・ギルバート〈ハーヴェイ・ファイアスタイン〉[32]）※テレビ朝日版
- ウィンチェスター銃'73 ※NET版
- ウェインズ・ワールド（コワルスキー巡査〈フレデリック・コフィン〉）
- ヴェラクルス（テックス〈ジャック・イーラム〉）※テレビ朝日版
- ウォーターボーイ（ファーマー・フラン〈ブレイク・クラーク〉）
- エア★アメリカ（ルー・スーン将軍〈バート・クウォーク〉）※ソフト版
- エアポート'77/バミューダからの脱出（ジョー・パトローニ〈ジョージ・ケネディ〉）※テレビ朝日版
- 英雄の条件（ペリー将軍〈デイル・ダイ〉）※ソフト版
- エクスタミネーター（ジーノ〈ディック・ボッチェリ〉）※フジテレビ版（ソフト収録）
- エニイ・ギブン・サンデー（モンテマズ・マンロー〈ジム・ブラウン〉）※日本テレビ版
- エネミー・オブ・アメリカ（ハマースリー下院議員〈ジェイソン・ロバーズ〉、ラリー・キング）※ソフト版
- エル・シド（オルドニェス伯爵〈ラフ・ヴァローネ〉）※テレビ東京版
- エレファント・マン（夜警のジム〈マイケル・エルフィック〉）※TBS版（新盤BD収録）
- OK牧場の決斗（アイク・クラントン〈ライル・ベトガー〉）※日本テレビ版、テレビ朝日新録版
- 大いなる決闘（ギャント〈ジョン・クエイド〉）
- オズ（ノーム王、ウーレイ医師〈ニコール・ウィリアムソン〉）※テレビ版
- 帰って来たガンマン ※NET版
- カジノ・ヒート（英語版）（ドク・ザ・ブッチャー〈ピーター・コヨーテ〉）
- カラーズ 天使の消えた街（フォスター〈ヴァージル・フライ〉、黒人1、コック2、警官22）
- カリフォルニア・ドールズ（ジョー・グリーン）※テレビ朝日版（DVD収録）
- カンガルー・ジャック（ブルー〈ビル・ハンター〉）
- キー・ラーゴ（アンヘル・ガルシア〈ダン・シーモア〉）
- キス・オブ・ザ・ドラゴン（ルポ〈マックス・ライアン〉）※テレビ東京版
- キッド（ボブ・ライリー〈スタンリー・アンダーソン〉）
- 騎兵隊（ダンカー〈ビング・ラッセル〉）※NETテレビ版
- キャスパー:誕生編（キボシュ〈声：ジェームズ・アール・ジョーンズ〉）
- グレートレース ※テレビ朝日版
- グローリー（ジョン・ローリンズ曹長〈モーガン・フリーマン〉）※日本テレビ版
- クロコダイル・ダンディー2（フランク）※テレビ朝日版
- ゲッタウェイ（アカウント〈ジョン・ブライソン〉）※テレビ朝日旧録版
- 決断の3時10分
- ゴーストタウンの決斗（ウェクスラー〈デフォレスト・ケリー〉）
- ゴーストバスターズ2（ヴィーゴ、市役所員〈ベン・スタイン〉）※機内上映版
- 荒野の掟（バルガス〈ボブ・メッセンジャー〉）※TBS版
- 荒野の七人 ※NET版
- 荒野の用心棒（手下B）※テレビ朝日旧録版
- 荒野のライフル（英語版）（ラ・ボンバ〈アル・レッチェリ〉）
- ゴッドファーザー・サガ（ドン・ファヌッチ）
- コマンドー（クック〈ビル・デューク〉）※TBS版
- コマンド戦略（ロッキー・ロックマン〈クロード・エイキンス〉）※TBS版
- ゴルゴ13（ダグラス）
- 殺しが静かにやって来る
- サイコ（ミルトン・アーボガスト〈マーティン・バルサム〉）※TBS版
- 最後の猿の惑星
- ザ・ネゴシエーター 交渉人（ジェイコブ〈チャールズ・S・ダットン〉）
- サハラ戦車隊（タンブール曹長〈レックス・イングラム〉）※テレビ朝日版
- サハラに舞う羽根（サッチ大佐〈ジェームズ・コスモ〉）※テレビ東京版
- サムソンとデリラ
- 猿の惑星（ジュリアス〈バック・カータリアン〉）※TBS版、（中尉）※フジテレビ版（両版とも日本語吹替完全版Blu-rayBOX収録）
- サン・セバスチャンの攻防（"ゴールデン・ランス"〈ハイメ・フェルナンデス〉）※テレビ朝日版
- 三人の名付親（ピート〈ペドロ・アルメンダリス〉）
- サンフランシスコ大空港（ドフキン〈マーク・ハンニバル〉）※テレビ朝日版
- シークレット/嵐の夜に（ハロルド・クラーク〈パット・ヒングル〉）
- 地獄の戦場（ピジョン・レーン〈ジャック・パランス〉）※フジテレビ版
- 地獄のデンジャーコップ/復讐バトル（英語版）（アントニオ・スカペーリ〈ウィリアム・スミス〉）※テレビ東京版
- 史上最大の作戦（ジョン・スティール一等兵〈レッド・バトンズ〉、ジョン・ハワード大佐〈リチャード・トッド〉、“ピップス”ヨーゼフ・プリラー大佐〈ハインツ・ラインケ〉）※テレビ朝日版
- シシリアン（ジャック〈シドニー・チャップリン〉）
- シティ・オブ・ジョイ（ガタク〈シャマナンド・ジャラン〉）
- シャーキーズ・マシーン（ハイボール・マーレイ〈ハリー・ローデス〉）※テレビ朝日版（BD収録）
- ジャックと悪魔の国（ペンドラゴン〈トリン・サッチャー〉）
- シャラコ（チャトー〈ウディ・ストロード〉）
- シャレード（スコビー〈ジョージ・ケネディ〉）※テレビ朝日版
- 終身犯（ランサム〈ネヴィル・ブランド〉）
- 笑撃生放送! ラジオ殺人事件（ウォルト・ウォーレン将軍〈ネッド・ビーティ〉）
- 上流社会（ルイ・アームストロング）※TBS版
- 真説モンキーカンフー（ヤン・カイ〈チャン・イー〉）
- 人造人間クエスター（ミューラー）
- スーパーコップ90（ハンス・ローリック）※テレビ東京版
- スケアクロウ（バーテンダー）※テレビ朝日版
- スター・ウォーズシリーズ
  - スター・ウォーズ エピソード4/新たなる希望（カシオ・タッグ将軍〈ドン・ヘンダーソン〉）※日本テレビ版1
  - スター・ウォーズ エピソード5/帝国の逆襲（ウェス・ジャンセン〈イアン・リストン〉）※劇場公開版（DVDリミテッドエディション収録）
  - スター・ウォーズ/イウォーク・アドベンチャー 勇気のキャラバン（チュカ・トロック）※DVD版
- スチュアート・リトル（シャーマン刑事〈ジョン・ポリト〉）※ソフト版
- 潜航決戦隊（オリバー〈ベン・カーター〉）※テレビ朝日新録版
- ソイレント・グリーン（ハッチャー〈ブロック・ピーターズ〉）
- 続・荒野の七人（フランク〈クロード・エイキンス〉）※TBS版
- ゾンビ（タナー博士）※テレビ東京版（ソフト収録）
- ダーククリスタル（スケクシス族典礼長〈ジェリー・ネルソン〉）※フジテレビ版、BD版
- ダーティハリー3（エド・ムスターファ〈アルバート・ポップウェル〉）※テレビ朝日版（BD収録）
- 大侵略（ブデッシュ〈スコット・ミラー〉）※テレビ朝日版（DVD収録）
- 大脱走（ヘインズ〈ローレンス・モンテイン〉）※フジテレビ版（ソフト収録）
- 戦うパンチョ・ビラ
- 脱出（山中の男）※テレビ朝日版
- 007 カジノロワイヤル（スメルノフ）※日本テレビ版
- ダンディー少佐（サミュエル・ポッツ〈ジェームズ・コバーン〉）※TBS版
- 地上最大の脱出作戦（リゾー軍曹〈アルド・レイ〉）
- ツイン・ピークス/ローラ・パーマー最期の7日間（フィリップ・マイケル・ジェラード）
- テキサスSWAT（ジェフェ〈ホルヘ・セルヴェラ・Jr.〉）
- テキサス魂 ※テレビ朝日版
- テロリスト・ゲーム（アレックス・ティアニー〈テッド・レヴィン〉）ソフト版
- DENGEKI 電撃（フランク・ダニエルズ〈ブルース・マッギル〉）※ソフト版
- 電撃フリント・アタック作戦（カーター大佐〈スティーブ・イーナット〉）
- 遠い国（フランク・ニューベリー〈ジャック・イーラム〉）※フジテレビ版
- 突撃隊（スタン・コリンスキー〈マイク・ケリン〉）
- トパーズ（リコ・パラ〈ジョン・ヴァーノン〉）※TBS版
- ナバロンの嵐（ドラザック〈リチャード・キール〉）※テレビ朝日版
- ニクソン（ヘンリー・キッシンジャー〈ポール・ソルヴィノ〉）
- 日本人の勲章（コーリー〈アーネスト・ボーグナイン〉）※テレビ東京版
- ニューマン（ウォルター・コズウィンクル〈ジョン・クエイド〉）
- バースト・シティ（ロベルト〈クラウス・ズモレック〉）
- バード・オン・ワイヤー（アルバート・ディックス〈ビル・デューク〉）※テレビ朝日版
- ハーレーダビッドソン&マルボロマン（ジャック・ダニエルズ〈ビッグ・ジョン・スタッド〉）※ビデオ版
- 墓石と決闘（フランク・スティルウェル、ラティゴ）
- 覇拳 ふりむけば修羅（ジミー・リー）
- ハタリ!（ルイス・フランシスコ・ガルシア・ロペス）
- バック・トゥ・ザ・フューチャー（マーヴィン・ベリー〈ハリー・ウォーターズ・Jr〉）※フジテレビ版
- 白鯨（フラスク〈シーモス・ケリー〉）※テレビ朝日版
- 八点鐘が鳴るとき（スクーラス〈ジャック・ホーキンス〉）※テレビ朝日版（DVD収録）
- パピヨン（ジュロ〈ドン・ゴードン〉）※フジテレビ版（ソフト収録）
- 遥かなる大地へ（ダーシー・バーク〈ウェイン・グレイス〉）
- 晩秋（チャド医師〈ゼイクス・モカエ〉）※ビデオ版
- 必殺マグナム（キャメロン〈ローレンス・ティアニー〉）※フジテレビ版
- 羊たちの沈没（アニマル・カンニバル・ピザ博士〈ドム・デルイーズ〉）
- ピュア・ラック（レイモンド・キャンパネラ〈ダニー・グローヴァー〉）
- 昼下りの決斗（エルダー・ハモンド〈ジョン・アンダーソン〉）
- 武器よさらば（ボネロ〈カート・カズナー〉）
- 復讐の用心棒（ジョー・クレイン〈ピエル・パオロ・カポーニ〉）
- ブラックライダー（ジョンソン捜査官〈ババ・スミス〉）
- ブルージーン・コップ（デグラフ看守長〈アート・ラフルー〉）※ビデオ版
- ブルワース（ヴィニー〈リチャード・C・サラフィアン〉）
- ブレーキ・ダウン（ウォーレン・“レッド”・バー〈J・T・ウォルシュ〉）※ソフト版
- プレデター（ホーマー・フィリップス少将〈R・G・アームストロング〉）※フジテレビ版
- フレンチ・コネクション（ピエール・ニコリ〈マルセル・ボズッフィ〉）※フジテレビ版（ソフト収録）
- ベン・ハー（クインタス・アリウス〈ジャック・ホーキンス〉）※日本テレビ新録版
- 砲艦サンパブロ ※LD版
- 冒険者たち（ル・タベル、傭兵）※TBS版（BD収録）
- 僕たちのアナ・バナナ（ハヴェル神父〈ミロス・フォアマン〉）
- 星の王子 ニューヨークへ行く（家主〈フランキー・フェイソン〉）※フジテレビ版
- 炎のランナー ※機内上映版1
- ポパイ（ブルート〈ポール・L・スミス〉）※機内上映版
- 魔鬼雨（ジョナサン・コービス〈アーネスト・ボーグナイン〉）
- マグダレーナ/美しき娼婦（修道院長〈ギュンター・マイスナー〉）
- マクベイン（コロンビア大統領〈ヴィクター・アルゴ〉）※ビデオ版
- MAD ABOUT MAMBO マッド・アバウト・マンボ（英語版）（シドニー・マクローリン〈ブライアン・コックス〉）
- マッドマックス2（ウェズ・ジョーンズ〈ヴァーノン・ウェルズ〉）※フジテレビ版
- マルコ・ポーロ/東方見聞録（英語版）（フビライ・ハーン〈ブライアン・デネヒー〉）
- マンハッタン無宿（リンガーマン〈ドン・ストラウド〉）※日本テレビ版（BD収録）
- ミスター・ノーボディ（保安官）※フジテレビ版、（レッド）※テレビ朝日版
- Mr.Boo!インベーダー作戦（トウトウシン/手品師パイ）
- ミセス・ダウト（フランク・ヒラード〈ハーヴェイ・ファイアスタイン〉）※ソフト版
- ミッドウェイ（ヴィントン・マドックス大佐〈ジェームズ・コバーン〉）※テレビ朝日版
- ミッドナイト・エクスプレス（テックス〈ボー・ホプキンス〉）※テレビ版
- ミニミニ大作戦（ビッグ・ウィリアム）※機内上映版
- ミュータント・ニンジャ・タートルズ2（シュレッダー〈フランソワ・チャウ〉）※ソフト版
- 奇蹟/ミラクル（フェイ〈ロー・リツ〉）
- 胸に輝く星（ボガーダス〈ネヴィル・ブランド〉）
- モール・ラッツ（スヴェニング〈マイケル・ルーカー〉）
- 燃えよデブゴン 豚だカップル拳（武悪天〈レオン・カーヤン〉、シャンカイセキ〈カール・マッカ〉）※フジテレビ版
- 奴らを高く吊るせ!（レノ〈ジョセフ・シローラ〉）
- ヤング・マスター/師弟出馬（ブル〈ファン・ムイサン〉[33]）※フジテレビ版（ソフト収録）
- ヨーク軍曹（アーリー軍曹〈ジョー・サイヤァー〉）
- 夜の大捜査線（チンピラ）※NET版（BD収録）
- ラスト・シューティスト ※テレビ朝日版
- ラストマン・スタンディング（ジャック・マックール〈R・D・コール〉）※ソフト版
- ラビリンス/魔王の迷宮（右のドアノブ〈アンソニー・アズベリー〉）※フジテレビ版
- リベンジ（セザー〈トーマス・ミリアン〉）※ビデオ版
- 龍拳（ウェイ〈カオ・チャン〉）※フジテレビ版
- ロビン・フッド（リトル・ジョン〈ニック・ブリンブル〉）※ソフト版
- ロミオ+ジュリエット（フルヘンシオ・キャピュレット〈ポール・ソルヴィノ〉）※フジテレビ版
- ロング・ライダーズ（レディック）※テレビ朝日版
- ワンス・アポン・ア・タイム・イン・アメリカ ※テレビ朝日版

#### ドラマ
- 悪魔の手ざわり #5（フランク・ビガロー）
- アドヴェンチャー・オブ・シンドバッド/謎の怪物島
- アメリカン・ヒーロー
- イヴのすべて（チン・ギソン〈ヒョン・ソク〉）
- インベーダー 「地球最後の日」（ジェームズ・ボーリン）
- X-ファイル ※ソフト版
  - シーズン1 #5「ジャージー・デビル」（トンプソン刑事〈ウェイン・ティピット〉）
  - シーズン5 #18（ジェイコブ・スティーヴン・ヘイリー〈ダニエル・フォン・バーゲン〉）
- 奥さまは魔女 #78 #132
- グッド・ワイフ（ジョナス・スターン〈ケヴィン・コンウェイ〉〈初代〉）
- クライム・ストーリー（フィル・バルトーリ〈ジョン・ポリト〉）
- 刑事コジャック シーズン1 #4（トニー・カルシオ〈アレックス・ロッコ〉）、#11（ギル・ウィーヴァー）、#17（ニール・パックマン）、#19（ワトソン）
- 刑事コロンボシリーズ
  - 愛情の計算（マーフ〈アーサー・バタニデス〉）
  - 自縛の紐（ジーン・スタッフォード〈フィリップ・ブランズ〉）※日本テレビ版
  - 仮面の男（ローレンス・メルビル〈オーティス・ヤング〉）
- 刑事スタスキー&ハッチ シーズン1 #5（バーク）、#8（デューイ・ヒューズ）
- ザ・プリテンダー 仮面の逃亡者（ジョニー〈ヴィトー・アンブロシオ〉）
- ザ・ホワイトハウス2（ケン・シャノン将軍〈ダニエル・フォン・バーゲン〉）
- 三国志演義（孟獲）※NHK-BS2版
- CSI:ニューヨーク（ニック・ヴィツェンツォ〈ジュード・チコレッラ〉）#9
- シークエスト2（チャールズ・フォート〈J・A・プレストン〉）
- ジェシカおばさんの事件簿シリーズ ※NHK版
  - 天罰は雷雨の夜に（エド・ポッツ保安官〈クリフ・ポッツ〉）
  - 陪審員はつらいもの
  - なんと遺体は別の人
  - 幕間に悲劇は起こる（ドロック署長〈ジョン・シャック〉）
  - 停電は殺しのチャンス（ファラディ警部〈G・W・ベイリー〉）
- 私立探偵マグナム（TC〈ロジャー・E・モーズリー〉）※TBS版
  - シーズン2 #8（マッド・バック・ギブソン〈ダーレン・マクギャヴィン〉）
- 新スーパーマン（ハーラン・ブラック〈ブライアン・ドイル＝マーレイ〉）
- 新スタートレック（デイモン・ボーク、クンペック）
- 新・80日間世界一周（英語版）（キャプテン・フィリップス〈ビル・ベイリー〉）※NHK版
- スターゲイト SG-1（マスター・ブレイタク〈トニー・アメンドーラ〉）
- スタートレック:ヴォイジャー（シーマス・ドリスコル〈リチャード・リール〉、クアラ大使）
- スタートレック:ディープ・スペース・ナイン（テロック〈ジョン・コスラン・Jr〉）
- スティーブン・キングの悪魔の嵐（ロビー〈ジェフリー・デマン〉）※ソフト版
- タイムマシーンにお願い（ジェイク・エドワーズ〈ガイ・ストックウェル〉）
- 超音速ヒーロー ザ・フラッシュ（ボーレガード・レスコー〈ジミー・F・スキャッグス〉）※日本テレビ版
- 電撃スパイ作戦 #1（中国軍指揮官）、#13（クロリック〈ジョン・ブライアンズ〉）、#16、#20
- デンジャラス・ウーマン（ジョン・フリン刑事〈ケヴィン・コンウェイ〉）
- 特捜刑事マイアミ・バイス
  - シーズン1 #19（ハラティ刑事）
  - シーズン2 #16（フランク・テッパー）
  - シーズン4 #7（ルー・デ・ロング〈ジェームス・ブラウン〉）
- ドクタークイン 大西部の女医物語（ランキン〈ドン・ストラウド〉、ダンフォース〈フレデリック・コフィン〉、モリソン少佐〈ダン・ラウリア〉）
- 特攻ギャリソン・ゴリラ（英語版）（カジノ〈ルディ・ソラーリ〉）
- ナルニア国物語（アスラン）
- ニキータ（モーリス・グレネ〈ローレンス・デイン〉）
- ハット・スクワッド 帽子の騎士たち（マイク・ラグラント〈ジェームズ・トールカン〉）
- バビロン5（リチャード・フランクリン将軍〈ポール・ウィンフィールド〉）
- 復讐の鬼探偵ロングストリート #1（ジム・ボルト）
- プリズナーNo.6（メキシコ人・サム〈ラリー・テイラー〉）#14
- フリッパー（キャプテン・ブラックジャック）
- マックス・ヘッドルーム（レッジ〈ウィリアム・モーガン・シェパード〉）
- マルコ・ポーロ シルクロードの冒険（高麗王〈シー・クアン〉）
- ミッキーマウス60周年記念（魔法使い、クリフ・クラヴィン〈ジョン・ラッツェンバーガー〉）
- ヤングライダーズ（マッケンナ、ウィリアム）
- ラット・パトロール シーズン2 #11（ジョージ・T・ウェスト中尉〈ブルース・グローヴァー〉）
- ロックフォードの事件メモ

#### アニメ
- アニマニアックス（サッデアス・プリッツ）
- アラジンの大冒険（氷の顔、アモック）
- スター・ウォーズシリーズ
  - イウォーク物語（ゴルニーシュの部下[要出典]）※DVD版
  - スター・ウォーズ ドロイドの大冒険（ドードニック・シャーペルズ、マラミュー・トーダ）※DVD版
- ダイナソー（ヤー〈オジー・デイヴィス〉）
- タイタンA.E.（テック）
- ダックテイルズスペシャル「伝説の黄金」（エル・キャピタン）※WOWOW版
- タンタンの冒険（ホークス、アロンソ）
- トムとジェリーキッズ（スパイク、影、ネコ）
- ドラゴン水滸伝（文王）
- 美女と野獣（シェフ・ブーンス、ムッシュー・ダルク）
- 美女と野獣 ベルのファンタジーワールド（シェフ・ブース）
- リトルフット（ナレーション）
  - リトルフット いんせきに気をつけろ
  - リトルフット はっぱ食い虫で大災難
  - リトルフット クビナガ恐竜がやってきた
  - リトルフット 龍の岩の伝説
- ロビン・フッド（リチャード王）※劇場公開版

### 特撮
1972年
- 超人バロム・1（イカゲルゲの声、回想ドルゲ魔人の声）
- 変身忍者 嵐（化身忍者の声）

1973年
- イナズマン（スナバンバラの声、アブラバンバラの声）
- ウルトラマンタロウ（うす怪獣モチロンの声）
- 人造人間キカイダー（クロガラスの声、キリギリスグレイの声）
- キカイダー01（ガッタイダーの声、銀エビの声、化け猫ロボットの声、シャドウナイトの声〈3代目〉、ビッグゴリラの声、ビッグゴリラII世の声）

1974年
- イナズマンF（ウデスパーαの声、ハンマーデスパーの声、再生ハンマーデスパーの声）
- ウルトラマンタロウ（酔っぱらい怪獣ベロンの声、泥棒怪獣ドロボンの声）
- ウルトラマンレオ（月光怪獣キララの声）
- SFドラマ 猿の軍団（サボ副官の声）
- キカイダー01（ワルダーの声）
- 電人ザボーガー（ナレーター）※第16話 - 第39話

1975年
- アクマイザー3（アオニーダの声）
- 秘密戦隊ゴレンジャー（毒牙仮面の声、銀熱仮面の声）

1976年
- ぐるぐるメダマン（ペンダントの神様〈仙人〉）
- 忍者キャプター（鏡行者の声）
- 秘密戦隊ゴレンジャー（軍艦仮面の声）

1977年
- 快傑ズバット（セントデビルの声）
- プロレスの星 アステカイザー（キラー熊沢の声）

1978年
- 透明ドリちゃん（土の精ズーンの声、魔の谷の巨人の声）
- UFO大戦争 戦え! レッドタイガー（スパー指揮官の声、ゲラー指揮官の声、マルケ指揮官の声）

1979年
- バトルフィーバーJ（バッファロー怪人の声、ドグウ怪人の声、カタツムリ怪人の声、恐竜怪人の声、コダイギョ怪人の声、ハイド怪人の声）

1980年
- ウルトラマン80（医師）※第6話
- 電子戦隊デンジマン（デンジランドのコンピューターの声）
- ぼくら野球探偵団（アナウンサー）※第16話

1981年
- 太陽戦隊サンバルカン（イナズマギンガー / イナズマモンガーの声、ウミヘビモンガーの声、ハラペコモンガーの声）
- ロボット8ちゃん（ゴキブリアンの声〈初代〉、ロボットベース ロボトラの声、怪ロボットの声、バッカスの声）

1982年
- 宇宙刑事ギャバン（ドン・ホラーの声〈2代目〉、ダブルマン・ゾンビAの声、シャコモンスターの声、ドクジャモンスターの声）
- 大戦隊ゴーグルファイブ（タコモズーの声、ヤモリモズーの声、チーターモズーの声、ほか）
- ロボット8ちゃん（マリウスの声〈2代目〉）
- バッテンロボ丸（グットの声）

1983年
- 宇宙刑事シャリバン（聖なる者の声）
- 劇場版 バッテンロボ丸（グットの声）
- 科学戦隊ダイナマン（帝王アトンの声）
- ペットントン（ミッチャン星大統領の声）

1984年
- 劇場版 宇宙刑事シャイダー（オメガの声）

1985年
- 宇宙刑事スペシャル 3人の宇宙刑事大集合!!（天の声）
- 電撃戦隊チェンジマン（ギョダーイの声）
- 劇場版 電撃戦隊チェンジマン（ギョダーイの声）
- 劇場版 電撃戦隊チェンジマン シャトルベース!危機一髪!（ギョダーイの声）

1986年
- 時空戦士スピルバン（守護神ワーラーの声）

1987年
- 仮面ライダーBLACK（創世王の声）
- 超人機メタルダー（帝王ゴッドネロスの声、ヨロイ軍団激闘士ジャムネの声、戦闘ロボット軍団豪将ガルドスの声、モンスター軍団豪将ブライディの声、モンスター軍団爆闘士ダムネンの声）
- 劇場版 超人機メタルダー（帝王ゴッドネロスの声）

1988年
- 世界忍者戦ジライヤ（杉谷悪之坊の声、暗黒剣の声）
- 超獣戦隊ライブマン（ジシンヅノーの声、スペースヅノーの声）

1989年
- 高速戦隊ターボレンジャー（ラゴーン / ネオラゴーンの声）
- 劇場版 高速戦隊ターボレンジャー（ラゴーンの声）

1990年
- 地球戦隊ファイブマン（アメーバルギンの声）

1991年
- 不思議少女ナイルなトトメス（伝説の大蛇の声）

1992年
- あなただけ見えない（間宮幸太郎の霊の声）
- 恐竜戦隊ジュウレンジャー（ブックバックの声）

1994年
- 忍者戦隊カクレンジャー（シュテンドウジ〈兄〉の声）

1995年
- 重甲ビーファイター（首領ガオームの声）
- 劇場版 重甲ビーファイター（首領ガオームの声）

1996年
- 激走戦隊カーレンジャー（UUウーリン / 再生UUウーリンの声）

1997年
- 激走戦隊カーレンジャーVSオーレンジャー（バラモビルの声）
- 電磁戦隊メガレンジャー（ブタネジレの声）

1998年
- 星獣戦隊ギンガマン（バットバスの声）

1999年
- 星獣戦隊ギンガマンVSメガレンジャー（バットバスの声）

### ドラマCD
- EREMENTAR GERAD ドラマCD第3巻（オーナー）
- 王家の紋章（リード）
- 餓狼伝説2 THE NEWCOMERS（警察署長）
- シャーロック・ホームズ「バスカヴィル家の犬」（フランクランド）
- 絶対服従命令2「ダイヤモンド」（エドゥアルト・ウェルニッケ）
- 新世紀GPXサイバーフォーミュラ PICTURELAND6 ZEROの幻影（グレイ）
- 新世紀GPXサイバーフォーミュラ SAGAII ROUND5 ジャガーのエンブレム（グレイ・スタンベック）
- 魔神英雄伝ワタル4 CDシネマ5「創界山パラダイス」（魔動神・アムーラ）
- 流星LOVE STORYシリーズ すっぴんスピリット Vol.1（高田剛宗〈ゴウの父〉）
- レジェンド・オブ・クリスタニア はじまりの冒険者たち CDシネマ（ムーハ）

### ラジオドラマ
- NHK FMシアター「明日、四万十のほとりで」（2002年）
- 魔神英雄伝ワタル4（魔動神アムーラ）
- オールナイトニッポン ヤマトよ永遠に（カザン総司令）
- オールナイトニッポンスペシャル 仮面ライダー10号誕生記念・石森章太郎のオールナイトニッポン内のラジオドラマ『仮面ライダーZX』（ドクガロイド）

### ナレーション
- スーパーJチャンネル
- BSシネマの贈りもの
- BS世界のドキュメンタリー（NHK-BS1）

### ボイスオーバー
- NHKスペシャル（NHK総合）
- サイエンスアイ 宇宙デジタル図鑑（NHK総合）
- 地球の街角（NHK総合）

### 人形劇
- 川の子クークー（龍）
- こどもにんぎょう劇場
  - 「ブレーメンの音楽隊」（泥棒のボス）
  - 「川辺のなかまたち」
  - 「たのきゅう」（うわばみ）
  - 「イソップときつね」（ライオン）
- フラグルロック

### CM
- タカラ「ダイアクロンシリーズ」（ナレーション）
- 日本石油「イーナカード」（左門豊作）

### その他
- 機動戦士ガンダム0079カードビルダー（ジョン・コーウェン、ハインツ・ベア）
- SANKYO「CRフィーバースター・ウォーズ ダース・ベイダー降臨」（グリーヴァス将軍）